# Supercopa Argentina 2015
La Supercopa Argentina 2015, llamada Supercopa Argentina «Cinzano» 2015 por motivos de patrocinio comercial, fue la cuarta edición de este certamen. Debían disputarla el campeón del Campeonato de Primera División 2015 y el ganador de la Copa Argentina 2014-15. Como Boca Juniors consiguió los dos títulos, el restante lugar lo ocupó San Lorenzo, subcampeón del torneo local, que ganó por 4 a 0. El partido se jugó el 10 de febrero de 2016, en el estadio Mario Alberto Kempes, de la ciudad de Córdoba.
San Lorenzo obtuvo así su segunda copa nacional, luego de la Copa de la República 1943. Además, le correspondió el cupo Argentina 1 en la Copa Sudamericana 2016, siendo esta la última vez en la que el campeón clasifica a dicho torneo.

## Equipos clasificados
| Boca Juniors | Campeón del Campeonato de Primera División 2015 y de la Copa Argentina 2014-15 |
| San Lorenzo  | Subcampeón del Campeonato de Primera División 2015                             |

## Partido
| 10 de febrero de 2016, 21:10 (UTC-3) | Boca Juniors | 0:4 (0:1) | San Lorenzo                                     | Estadio Mario Alberto Kempes, Córdoba |                           |
|                                      |              | Reporte   | Belluschi 44' · Barrientos 74' 83' · Blandi 89' | Árbitro(s): Darío Herrera             | Árbitro(s): Darío Herrera |

### Ficha
| 1          | ARQ        | Agustín Orion           |     |
| 4          | DEF        | Gino Peruzzi            | 45' |
| 2          | DEF        | Daniel Díaz             |     |
| 6          | DEF        | Fernando Tobio          |     |
| 33         | DEF        | Juan Manuel Insaurralde |     |
| 3          | DEF        | Jonathan Silva          |     |
| 17         | MED        | Marcelo Meli            |     |
| 20         | MED        | Adrián Cubas            |     |
| 8          | MED        | Pablo Pérez             | 45' |
| 10         | DEL        | Carlos Tévez            |     |
| 25         | DEL        | Andrés Chávez           | 60' |
| Entrenador | Entrenador | Rodolfo Arruabarrena    |     |

| 12         | ARQ        | Sebastián Torrico  |     |
| 7          | DEF        | Julio Buffarini    |     |
| 2          | DEF        | Marcos Angeleri    |     |
| 6          | DEF        | Matías Caruzzo     |     |
| 21         | DEF        | Emmanuel Mas       |     |
| 28         | MED        | Franco Mussis      |     |
| 16         | MED        | Fernando Belluschi |     |
| 20         | MED        | Néstor Ortigoza    |     |
| 23         | MED        | Sebastián Blanco   | 67' |
| 19         | DEL        | Ezequiel Cerutti   | 72' |
| 9          | DEL        | Martín Cauteruccio | 62' |
| Entrenador | Entrenador | Pablo Guede        |     |

| 9  | DEL | Daniel Osvaldo  | 45' |
| 5  | MED | Fernando Gago   | 45' |
| 14 | MED | Nicolás Lodeiro | 60' |

| 18 | DEL | Nicolás Blandi    | 62' |
| 11 | MED | Pablo Barrientos  | 67' |
| 10 | MED | Leandro Romagnoli | 72' |

| Anotado | 44' | Fernando Belluschi | 1-0 |
| Anotado | 74' | Pablo Barrientos   | 2-0 |
| Anotado | 83' | Pablo Barrientos   | 3-0 |
| Anotado | 89' | Nicolás Blandi     | 4-0 |

| Amonestado | 25' | Pablo Pérez    |
| Amonestado | 69' | Adrián Cubas   |
| Amonestado | 82' | Jonathan Silva |

| Amonestado | 51' | Néstor Ortigoza |
| Amonestado | 79' | Julio Buffarini |

| Árbitro                         | Darío Herrera            |
| Árbitros asistentes             | Hernán Maidana           |
| Árbitros asistentes             | Gustavo Rossi            |
| Cuarto árbitro                  | Fernando Espinoza        |
| Árbitros asistentes adicionales | Facundo Tello            |
| Árbitros asistentes adicionales | Federico Guaymas Tornero |

| 1          | ARQ        | Agustín Orion           |     |
| 4          | DEF        | Gino Peruzzi            | 45' |
| 2          | DEF        | Daniel Díaz             |     |
| 6          | DEF        | Fernando Tobio          |     |
| 33         | DEF        | Juan Manuel Insaurralde |     |
| 3          | DEF        | Jonathan Silva          |     |
| 17         | MED        | Marcelo Meli            |     |
| 20         | MED        | Adrián Cubas            |     |
| 8          | MED        | Pablo Pérez             | 45' |
| 10         | DEL        | Carlos Tévez            |     |
| 25         | DEL        | Andrés Chávez           | 60' |
| Entrenador | Entrenador | Rodolfo Arruabarrena    |     |

| 12         | ARQ        | Sebastián Torrico  |     |
| 7          | DEF        | Julio Buffarini    |     |
| 2          | DEF        | Marcos Angeleri    |     |
| 6          | DEF        | Matías Caruzzo     |     |
| 21         | DEF        | Emmanuel Mas       |     |
| 28         | MED        | Franco Mussis      |     |
| 16         | MED        | Fernando Belluschi |     |
| 20         | MED        | Néstor Ortigoza    |     |
| 23         | MED        | Sebastián Blanco   | 67' |
| 19         | DEL        | Ezequiel Cerutti   | 72' |
| 9          | DEL        | Martín Cauteruccio | 62' |
| Entrenador | Entrenador | Pablo Guede        |     |

| 9  | DEL | Daniel Osvaldo  | 45' |
| 5  | MED | Fernando Gago   | 45' |
| 14 | MED | Nicolás Lodeiro | 60' |

| 18 | DEL | Nicolás Blandi    | 62' |
| 11 | MED | Pablo Barrientos  | 67' |
| 10 | MED | Leandro Romagnoli | 72' |

| Anotado | 44' | Fernando Belluschi | 1-0 |
| Anotado | 74' | Pablo Barrientos   | 2-0 |
| Anotado | 83' | Pablo Barrientos   | 3-0 |
| Anotado | 89' | Nicolás Blandi     | 4-0 |

| Amonestado | 25' | Pablo Pérez    |
| Amonestado | 69' | Adrián Cubas   |
| Amonestado | 82' | Jonathan Silva |

| Amonestado | 51' | Néstor Ortigoza |
| Amonestado | 79' | Julio Buffarini |

| Árbitro                         | Darío Herrera            |
| Árbitros asistentes             | Hernán Maidana           |
| Árbitros asistentes             | Gustavo Rossi            |
| Cuarto árbitro                  | Fernando Espinoza        |
| Árbitros asistentes adicionales | Facundo Tello            |
| Árbitros asistentes adicionales | Federico Guaymas Tornero |

| Estadísticas       | Boca Juniors | San Lorenzo |
| ------------------ | ------------ | ----------- |
| Tiros              | 10           | 15          |
| Tiros al arco      | 1            | 7           |
| Faltas             | 15           | 12          |
| Tiros de esquina   | 5            | 3           |
| Posesión del balón | 57%          | 43%         |
| Penales            | 0            | 0           |
| Fueras de juego    | 2            | 1           |